# Bohdan Piechota
Bohdan Antoni Piechota (ur. 26 maja 1931 w Łodzi, zm. 21 grudnia 2019 w Warszawie) – polski adwokat, pułkownik WP w st. spocz., sędzia Sądu Najwyższego.

## Życiorys
Syn Feliksa i Anieli. Był absolwentem Wydziału Prawa Uniwersytetu im. Adama Mickiewicza w Poznaniu. Pracował jako prokurator, zaś w 1986 został powołany na sędziego Sądu Najwyższego.  Piastował funkcję zastępcy prezesa Izby Wojskowej SN. Od 1998 był członkiem Izby Adwokackiej w Warszawie, w latach 1999–2003 wykonując zawód w indywidualnej Kancelarii Adwokackiej w Warszawie. 
Zmarł 21 grudnia 2019. Został pochowany na Cmentarzu Północnym w Warszawie  (kwatera: U-I-4, rząd; 16, grób; 13). 